# Bataille de Massakory
Guerre civile tchadienne
Batailles
- Adré
- Borota
- 1re N'Djaména
- Abou Goulem
- Massakory
- Massaguet
- 2de N'Djaména
- Am Zoer
- Am Dam
- Tamassi

La bataille de Massakory est livrée le 1er février 2008, pendant la guerre civile tchadienne.
Elle oppose les forces rebelles coalisées de l'Union des forces pour la démocratie et le développement (UFDD) de Mahamat Nouri, de l'UFDD-Fondamentale d'Abdelwahid About Makaye et d'Acheikh Ibn Oumar et du RFC (Rassemblement des forces démocratiques) de Timan Erdimi, réunies sous un commandement militaire unifié commandé par le colonel Fizani Mahadjir, à l'armée nationale tchadienne (ANT), commandée par le président Idriss Déby.

## Conséquences
Les forces de l'ANT refluent vers Ndjamena mais sont interceptées à hauteur de Massaguet par d'autres unités rebelles.